# Warcino
Warcino [varˈt͡ɕinɔ] (deutsch Varzin) ist ein Dorf im Powiat Słupski (Stolper Kreis) der polnischen Woiwodschaft Pommern. Das Dorf hat ca. 450 Einwohner und ist Teil der Landgemeinde Kępice (Hammermühle).

## Geographische Lage
Der Ort liegt in Hinterpommern, links der Wipper (poln. Wieprza), etwa 19 Kilometer südöstlich von Sławno (Schlawe) und 43 Kilometer östlich von Koszalin (Köslin).

## Geschichte

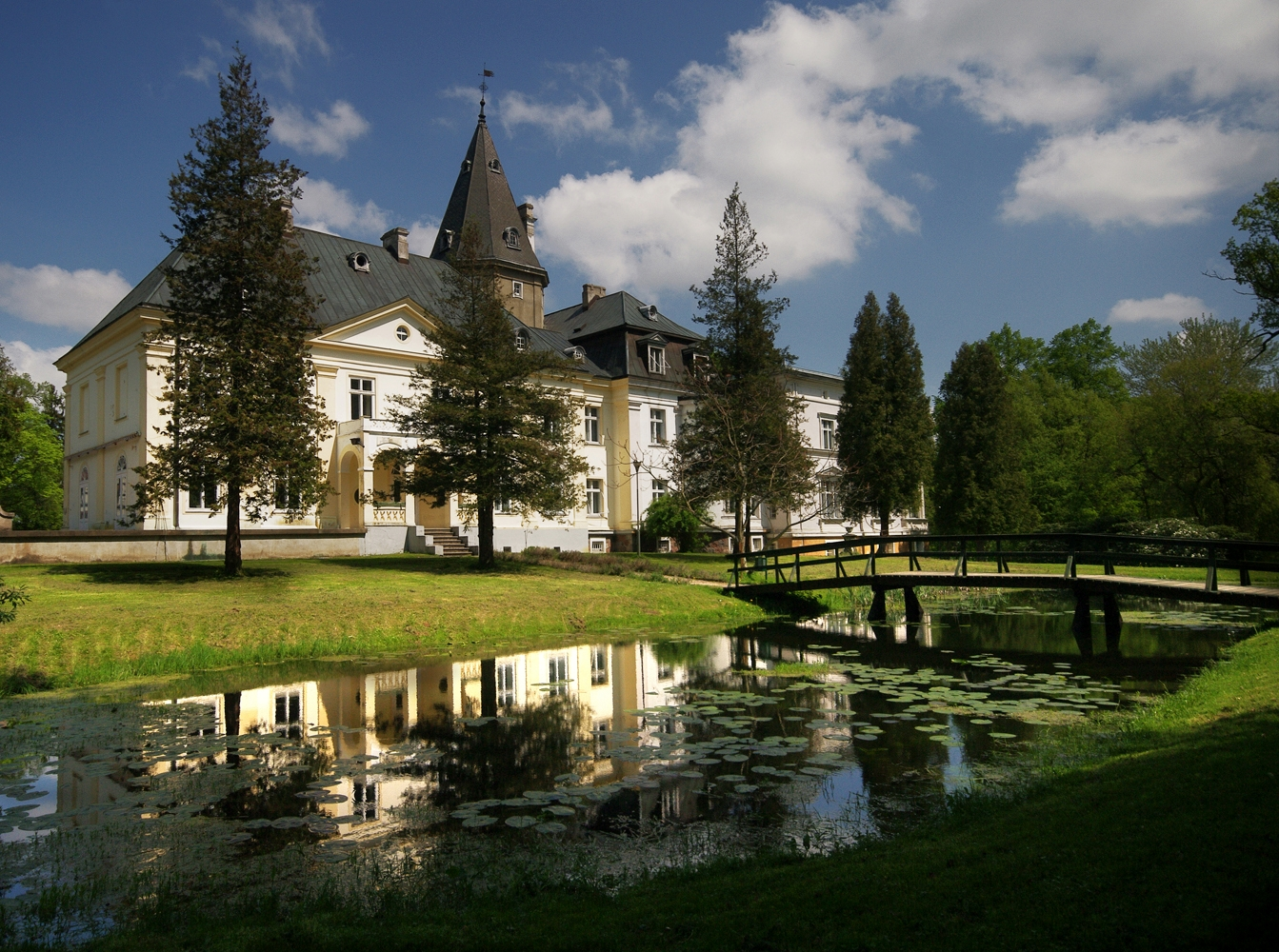
Schloss Varzin, 2010

Varzin, nordnordwestlich von Rummelsburg
sowie östlich der Dörfer Wendisch Puddiger und Wussow, auf einer Landkarte von 1915

Varzin, nordnordwestlich vom Rummelsburg und südöstlich von Schlawe, auf einer Landkarte von 1910

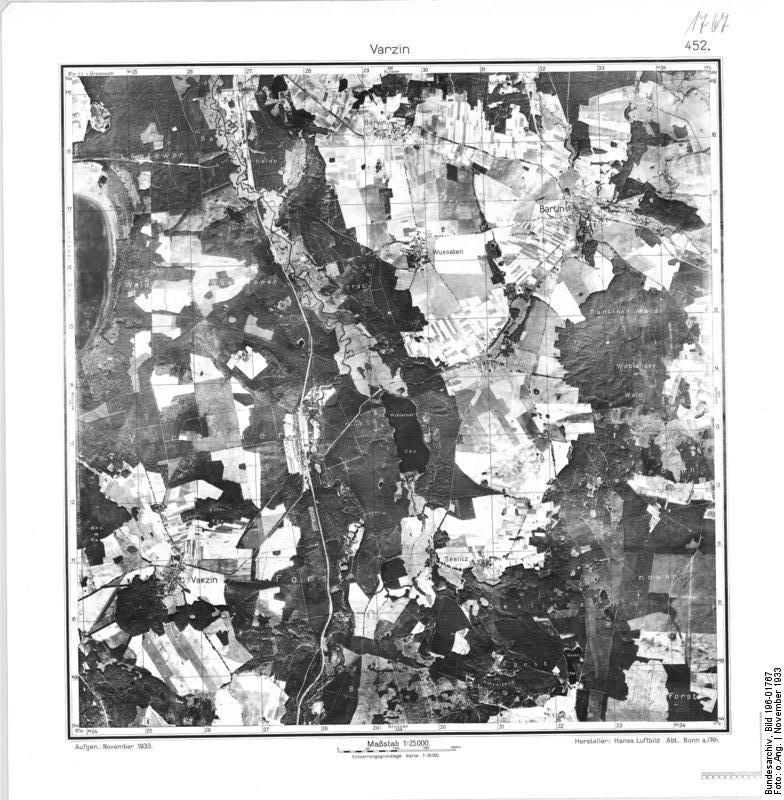
Luftbild von Varzin, 1933

Der hinterpommersche Ort Varzin (auch: Vartzin) wird in einem Lehnsbrief von 1485 zum ersten Mal urkundlich erwähnt, ist aber – und dafür spricht seine Hufenverfassung – bereits slawischen Ursprungs. Damals war das Dorf im Besitz derer von Zitzewitz. Im Kirchenmatrikel von 1590 werden bei 12½ Hufen 25 Bauern und 1 Kossät genannt. Im Jahr 1628 werden 16½ Hufen und 6 Kossäten versteuert. Nach den Verwüstungen des Dreißigjährigen Krieges wurde der größte Teil wieder aufgebaut. 1717 hatte Varzin wieder 15 Bauern und 2 Kossäten, Ende des 18. Jahrhunderts 16 Bauern, und 1813 bestanden nur noch neun Höfe, deren Zahl sich auf sechs im Jahre 1823 verringerte.
Im Gutsbezirk wurden im Laufe des 19. Jahrhunderts eine Glashütte im Vorwerk Chomnitz, der Eisenhammer und der Seekaten angelegt. Die Glashütte ging später wieder ein. An der Wipper wurden die Fuchs- und Kampmühle, im Forst eine Dampfschneidemühle (Sägewerk) errichtet. 1871 entstand der Ausbau Luschken, und 1873 wurde die große Papierfabrik in Betrieb genommen, die von Otto von Bismarck initiiert worden war und sich später unter dem Namen „Varziner Papierfabrik AG“ zum größten Betrieb Hinterpommerns entwickelte.
Erster namentlich nachweisbarer Besitzer von Varzin war Heinrich von Zitzewitz. Durch Vererbung zersplitterte sich der Besitz in den drei Ortschaften Beßwitz, Jannewitz und Varzin. 1692 kam Varzin an den späteren (ab 1723) Oberpräsidenten von Pommern Kaspar Otto von Massow, damals Hofgerichtsrat in Stargard in Pommern.
Kaspar Otto von Massow verkaufte es 1727 an den Grafen Adam Joachim von Podewils. Die spätere Erbtochter Auguste Friederike von Podewils heiratete 1809 den Hauptmann Konstantin Werner von Blumenthal, der es 1844 seinem zweiten Sohn Werner Ewald vermachte. Am 7. Juni 1867 erwarb der damalige preußische Ministerpräsident Otto von Bismarck Varzin von Werner Ewald von Blumenthal, das bis 1945 im Besitz der Familie von Bismarck blieb. Die am 16. und 23. September 1894 veranstalteten Huldigungsfahrten nach Varzin waren politische Kundgebungen deutschnationaler Verehrer Bismarcks.

Schloss Varzin in der zweiten Hälfte des 19. Jahrhunderts
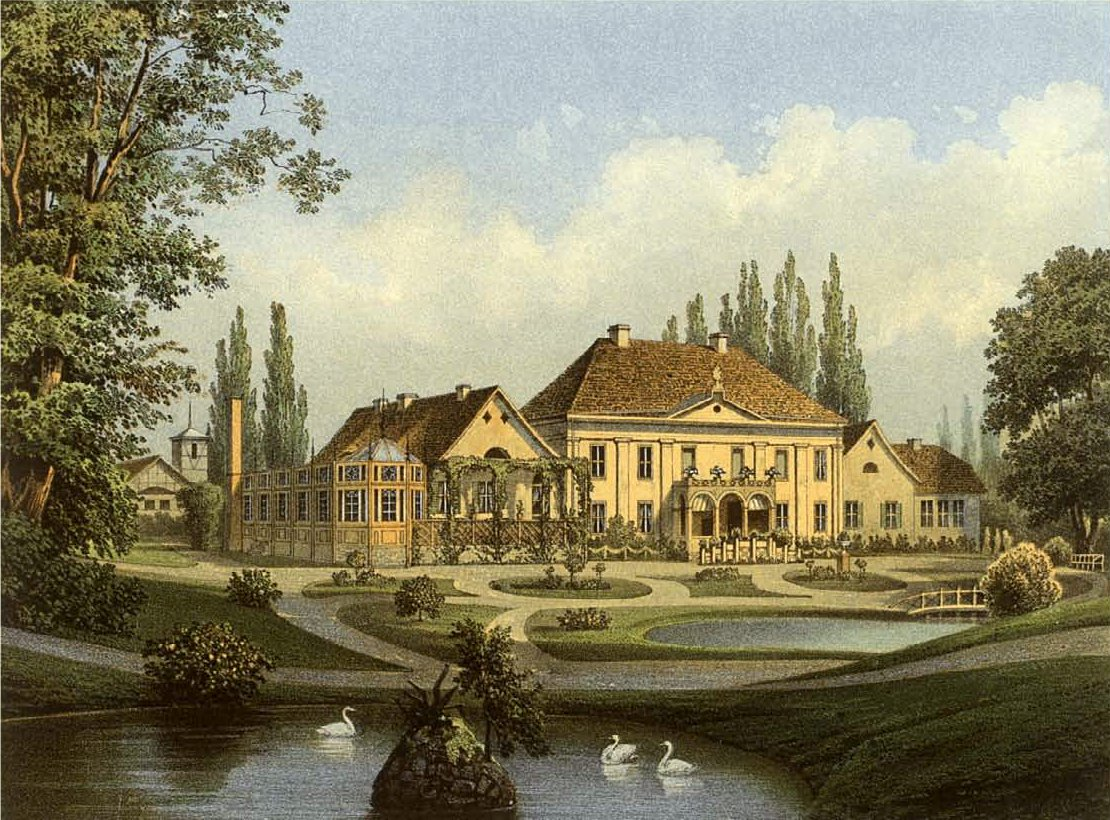
Schloss Varzin um 1860 (Gemälde, Sammlung Alexander Duncker)
Nach 1860 errichteter Anbau
Bismarcks Arbeitszimmer, Eingangshalle links, mit Fenster zum Hof[2]

Im Jahr 1910 hatte Varzin ein Schloss, eine Spar- und Darlehnskasse, eine Holzstoff-Fabrik, eine Papierfabrik, ein Sägewerk und eine Molkerei. Am 1. Dezember 1913 wurden auf der 290 Hektar großen Gemarkungsfläche der Landgemeinde Varzin 95 viehhaltende Haushaltungen gezählt und auf dem 2338 Hektar umfassenden Gutsbezirk Varzin 160 viehhaltende Haushaltungen.
Am 1. April 1927 hatte das Gut Varzin eine Flächengröße von 2339 Hektar, und am 16. Juni 1925 hatte der Gutsbezirk 1884 Einwohner. Am 30. September 1928 wurde der Gutsbezirk Varzin zum Teil in die Landgemeinde Varzin eingegliedert.
Anfang der 1930er Jahre hatte die Landgemeinde  Varzin seine Flächengröße von 23,9 km². Innerhalb der Gemeindegrenzen standen zusammen 64 bewohnte Wohnhäuser an fünf verschiedenen Wohnplätzen:
1. Burzlaff
2. Chomitz
3. Forsthaus Seekaten
4. Luschken
5. Varzin

Um 1935 hatte Varzin u. a. einen Gasthof, zwei Baugeschäfte, eine Branntweinbrennerei, die von der Gräflich von Bismarckschen Gutsverwaltung betrieben wurde, ein Fahrradgeschäft, eine Metzgerei, zwei Gemischtwarenläden, eine Papierfabrik, einen Sattler, eine Schmiede, sechs Schuhmachereien, drei Schuhwarenhandlungen, eine Tischlerei und einen Uhrmacher. Am 17. Mai 1939 hatte Varzin 746 Einwohner.
Im Jahr 1945 gehörte das Dorf zum Landkreis Rummelsburg der preußischen Provinz Pommern des Deutschen Reichs, nachdem es bis 1882 dem Landkreis Schlawe zugehörig gewesen war, und war Sitz des Amtsbezirks Varzin. Das Standesamt war in Wussow.
Gegen Ende des Zweiten Weltkriegs wurde Varzin im März 1945 von der Roten Armee besetzt. Bald darauf wurde das Dorf zusammen mit ganz Hinterpommern von der Sowjetunion der Volksrepublik Polen zur  Verwaltung überlassen. In Varzin begann nun die Zuwanderung polnischer und ukrainischer Zivilisten aus Gebieten östlich der Curzon-Linie, die von der Sowjetunion besetzt worden waren. Die deutschen Bewohner Varzins wurden in der darauf folgenden Zeit von der polnischen Administration vertrieben. Der Ortsname wurde zu „Warcino“ polonisiert.

### Demographie
| Jahr | Einwohner | Anmerkungen |
| ---- | --------- | --- |
| 1818 | 157       | Dorf und Ziegelei, adlige Besitzung, zum Kirchspiel Wussow gehörig |
| 1825 | 166       | Varzin mit dem Vorwerk Chomitz |
| 1852 | 497       | Rittergut |
| 1864 | 633       | am 3. Dezember, Gemeindebezirk mit einem Flächeninhalt von 1139,80 Morgen und Gutsbezirk mit einem Flächeninhalt von 9330,03 Morgen |
| 1867 | 627       | am 3. Dezember, davon 261 in der Landgemeinde und 367 im Gutsbezirk |
| 1871 | 707       | am 1. Dezember, davon 262 (sämtlich Evangelische) in der Landgemeinde und 445 (440 Evangelische, fünf Juden) im Gutsbezirk |
| 1885 | 1121      | am 1. Dezember, davon 418 (sämtlich Evangelische) im Gemeindebezirk mit einem Flächeninhalt von 291 Hektar sowie 703 (685 Evangelische, vier Katholiken und 14 Juden) im Gutsbezirk mit einem Flächeninhalt von 2406 Hektar.                |
| 1895 | 1270      | am 2. Dezember, davon 412 (411 Evangelische, ein Katholik) im Gemeindebezirk mit einem Flächeninhalt von 290,9 Hektar und 858 (845 Evangelische, sechs Katholiken und sieben Juden) im Gutsbezirk mit einem Flächeninhalt von 2338,7 Hektar |
| 1910 | 1830      | davon 537 im Dorf und 1293 auf dem Gutsbezirk; nach anderen Angaben 730 Einwohner, dovon 204 im Dorf und 526 auf dem Gutsbezirk |
| 1925 | 835       | darunter 829 Evangelische und drei Katholiken |
| 1933 | 832       | [ 19 ] |
| 1939 | 746       | [ 19 ] |

## Kirche

### Kirchspiel bis 1945
Varzin hatte weder eine eigene Kirche noch einen Friedhof. Das Dorf gehörte vielmehr mit allen zum Gutsbezirk gehörigen Ortschaften zum Kirchspiel Wussow. Wussow war Kirchort, das Kirchenpatronat allerdings hatte die Familie von Bismarck auf Varzin inne und war alleine wahlberechtigt, unterstützt lediglich durch das Mitpatronat der Familie von Zitzewitz auf Püstow.
Das Kirchspiel Wussow gehörte bis 1945 zum Kirchenkreis Schlawe in der Kirchenprovinz Pommern der evangelischen Kirche der Altpreußischen Union.
Das katholische Kirchspiel war in Rummelsburg i. Pom.

### Kirchspiel seit 1946
Die seit 1945 und Vertreibung der einheimischen Dorfbewohner hier lebende polnische Bevölkerung ist größtenteils römisch-katholischer Konfession.
Die wenigen hier lebenden evangelischen Kirchenglieder gehören zur polnischen Parochie der Kreuzkirche in Słupsk (Stolp) der polnischen Kirche Augsburgischen, d. h. lutherischen, Bekenntnisses.
Am 17. August 2012 wurde in Warcino die restaurierte und aus Ciecholub (Techlipp) stammende evangelische Fachwerkkirche feierlich eingeweiht. Zwar hat sie noch keine Innenausstattung, doch soll sie ein Ort der Begegnung für Christen verschiedener Konfessionen und Nationen werden. An den Einweihungsfeierlichkeiten beteiligten sich Geistliche der evangelischen, katholischen und orthodoxen Kirche, unter ihnen Bischof Marcin Hintz von der Diözese Pommern-Großpolen der Evangelisch-Augsburgischen Kirche in Polen.
Der Einweihungsfeier waren jahrelange zähe Verhandlungen und mühsame Restaurierungsarbeiten vorausgegangen. Auf dem Gelände der Forstschule in Warcino wurden 2011 die Restaurierungsmaßnahmen vorgenommen. Hier fand die Kirche auch ihren neuen Platz.

## Schule

### Schulgebäude
Bereits im Jahr 1780 wird in Varzin ein Schulmeister genannt. Über ein Schulgebäude mit Grundstück wird erstmals in einem Gesetz vom 30. November 1814 gesprochen. Der Gutsherr war berechtigt, den Schulleiter zu wählen. Mit dem Anstieg der Schülerzahl nach dem Bau der Varziner Papierfabrik war ein Schulneubau erforderlich. Er erfolgte 1924 an der Straße nach Luschken. Er enthielt zwei Klassenräume und zwei Lehrerwohnungen. Im Jahr 1937 wurden 137 Kinder von drei Lehrern unterrichtet.

### Lehrer bis 1945
1. Fett, 1789–1812
2. Christian Friedrich Probandt, bis 1828
3. Rattunde, 1828–1846
4. Karl Heinrich Probandt, 1846–1871
5. Julius Probandt (Sohn von 4.), 1871–1910

Später waren bis 1945 noch tätig:
Hugo Schuck, Emil Störmer, Martha Krause und Traute Zedler.

## Die Bismarcks in Varzin

Grabkapelle der Fürstin Bismarck in Varzin

Otto von Bismarck, der sich selbst später gerne als „pommerscher Junker“ bezeichnete, obgleich er aus dem altmärkischen Schönhausen stammte, war gleichwohl seit seiner Kindheit auch mit Hinterpommern verbunden. Als Jugendlicher fuhr er gerne und oft nach Kniephof im Kreis Naugard in Pommern auf das Gut, das sein Vater von einem Vetter geerbt hatte. Hier verbrachte er Freizeit und Ferien, ab 1839 bewirtschaftete er es auch selbst.
Am 12. Februar 1867 erhielt er in Anerkennung seiner Verdienste um den guten Verlauf des Deutschen Krieges von 1866 eine Dotation von 400.000 Talern, die auf Wunsch des Königs in Grund- und Kapitalbesitz anzulegen war. Bismarck kaufte das Gut Varzin mit allen Nebenbesitzungen von Werner Ewald von Blumenthal. Im Jahr 1847 hatte er in Alt Kolziglow Johanna von Puttkamer aus dem nahen Reinfeld geheiratet, und als ihr Vater 1871 verstarb, kam das Gut Reinfeld zum Varziner Besitz.
Nach dem Tode der Fürstin 1894 ordnete Bismarck an, dass seine Gefährtin ihre letzte Ruhe an der Stätte ihres Todes finden sollte, wo das Paar viele Sommer und Winter verlebt hatte. Ein kleines Gartenhaus, das ein Lieblingsplatz der Fürstin war, wurde zu einer einfachen Grabkapelle umgewandelt, und hier wurde der Sarg beigesetzt. Später wurde ihre Leiche nach Friedrichsruh verbracht, wo sie an der Seite ihres Gatten im Bismarck-Mausoleum bestattet ist.
Als Fürst Otto von Bismarck am 30. Juli 1898 starb, fielen die Besitzungen an seinen zweiten Sohn Graf Wilhelm von Bismarck, der damals Oberpräsident von Ostpreußen war. Dieser starb am 30. Mai 1901 in Varzin, seine Gattin Sybille, geborene von Arnim (Tochter von Bismarcks geliebter Schwester Malwine v. Arnim-Kröchlendorff), führte die Wirtschaft bis 1921 und übergab sie ihrem Sohn Graf Nikolaus von Bismarck. Nach dessen Tod am 20. Januar 1940 ging der Varziner Besitz im Wege der Erbfolge auf seinen Sohn Graf Rule von Bismarck über.
Vor der Besetzung von Varzin durch die Rote Armee im März 1945 war Gräfin Sybille von Bismarck nicht geflohen, sondern im Schloss Varzin geblieben. Berichten zufolge vergiftete sie sich bei dem Einrücken der Roten Armee. Sie wurde im März 1945 bei dem Erbbegräbnis der Familie Bismarck auf dem Richtberg bestattet. Kurz zuvor hatte Marion Gräfin Dönhoff, die bereits auf der Flucht war, Sybille von Bismarck besucht, gemeinsam mit ihr noch die besten Weinflaschen aus dem Keller geleert und von dem geplanten Suizid sowie dem bereits vorbereiteten Grab erfahren. Das Erbbegräbnis der Familie Bismarck wurde später, nach 1957, durch den polnischen Staat gesprengt und die Särge aufgebrochen.
Der letzte Besitzer von Varzin, Graf Rule von Bismarck, starb am 1. Dezember 1991 in Chile, ohne Nachkommen zu hinterlassen.
In Berlin-Friedenau wurde um 1900 in einem geplanten Bismarck-Viertel eine Varziner Straße nach dem Gut benannt. und auch ein Varziner Platz.
Nach dem Ort wurde in der Kolonialzeit ein Berg in Neuguinea benannt, der Vunakokor (englisch Mount Varzin, ehemaliger Name: Varzinberg).

## Verkehr
Über eine Nebenstraße war die Kreisstadt Rummelsburg (heute: Miastko) in 28 Kilometern erreichbar, in etwas geringerer Entfernung lag im Norden die vormalige Kreisstadt Schlawe (Sławno).
Bahnstation an der Reichsbahnstrecke Stolp–Zollbrück–Rummelsburg–Neustettin war die sechs Kilometer entfernte Ortschaft Hammermühle (Kępice).

## Persönlichkeiten

### Söhne und Töchter des Ortes
- Werner von Blumenthal-Suckow (1815–1883), Rittergutsbesitzer und Mitglied des Preußischen Abgeordnetenhauses sowie des Konstituierenden Reichstags des Norddeutschen Bundes
- Karl von Senden (1837–1913), Rittergutsbesitzer und Mitglied des Preußischen Herrenhauses
- Otto Westphal (1869–1939), Staatsbeamter, Ministerialrat

### Mit dem Ort verbunden
- In den Jahren 1910 und 1911 war der spätere Schriftsteller und Lyriker Walter Flex (1887–1917) in Varzin als Hauslehrer des Grafen Nikolaus von Bismarck tätig. Von ihm stammte der Text des bekannten Fahrten- und Wanderliedes Wildgänse rauschen durch die Nacht.